# Ivan Bormolini
Ivan Bormolini (17 luglio 1972) è un ex sciatore alpino italiano. Specialista dello slalom gigante, colse anche qualche piazzamento nelle prove veloci.

## Biografia
Bormolini, originario di Livigno, esordì in campo internazionale ai Mondiali juniores di Zinal 1990: nell'edizione successiva, Geilo/Hemsedal 1991, si aggiudicò la medaglia d'oro nella discesa libera e quella d'argento nella combinata, sfiorando la medaglia anche nello slalom gigante (4º). Ottenne il primo piazzamento di rilievo in Coppa del Mondo il 30 dicembre 1993, nello slalom gigante di Sölden, dove arrivò 13º; a Sestriere 1997, sua prima presenza iridata, si classificò 12º nello slalom gigante e 11º nella combinata.
Ottenne il miglior piazzamento in Coppa del Mondo il 5 gennaio 1999, 12º nello slalom gigante di Kranjska Gora, e ai successivi Mondiali di Vail/Beaver Creek 1999 fu 10º nella combinata e non concluse lo slalom gigante. Nel corso degli anni alternò le partecipazioni alla Coppa del Mondo a quelle in circuiti minori; in Coppa Europa conquistò l'ultima vittoria il 1º febbraio 2000 a Garmisch-Partenkirchen in discesa libera e l'ultimo podio il 3 marzo successivo al Passo del Tonale nella medesima specialità (3º) e in quella stagione 1999-2000 arrivò 2º nella classifica generale e vinse quella di discesa libera.
L'atleta valtellinese rimase nel giro del massimo circuito internazionale fino al 2001, quando prese parte alla sua ultima gara in Coppa del Mondo, il 28 gennaio a Garmisch-Partenkirchen in supergigante (20º), e partecipò alla sua ultima rassegna iridata: a Sankt Anton am Arlberg 2001 si piazzò 25º nel supergigante e non completò la combinata. In seguito prese ancora saltuariamente parte a gare FIS fino al ritiro, nel gennaio del 2002.

## Palmarès

### Mondiali juniores
- 2 medaglie:
  - 1 oro (discesa libera a Geilo/Hemsedal 1991)
  - 1 argento (combinata a Geilo/Hemsedal 1991)

### Coppa del Mondo
- Miglior piazzamento in classifica generale: 76º nel 1995

### Coppa Europa
- Vincitore della classifica di discesa libera nel 2000
- 13 podi (dati dalla stagione 1994-1995):
  - 4 vittorie
  - 4 secondi posti
  - 5 terzi posti

#### Coppa Europa - vittorie
| Data             | Località               | Paese    | Specialità |
| ---------------- | ---------------------- | -------- | ---------- |
| 21 dicembre 1998 | Altenmarkt-Zauchensee  | Austria  | SG         |
| 14 gennaio 1999  | Adelboden              | Svizzera | GS         |
| 13 gennaio 2000  | Sankt Anton am Arlberg | Austria  | DH         |
| 1º febbraio 2000 | Garmisch-Partenkirchen | Germania | SG         |

Legenda:

DH = discesa libera

SG = supergigante

GS = slalom gigante

### South American Cup
- 1 podio (dati dalla stagione 1994-1995):
  - 1 vittoria

#### South American Cup - vittorie
| Data             | Località  | Paese     | Specialità |
| ---------------- | --------- | --------- | ---------- |
| 6 settembre 2000 | Las Leñas | Argentina | SG         |

Legenda:

SG = supergigante

### Far East Cup
- 3 podi (dati dalla stagione 1994-1995):
  - 1 secondo posto
  - 2 terzi posti

### Campionati italiani
- 3 medaglie[1][2]:
  - 1 argento (slalom gigante nel 1998)
  - 2 bronzi (slalom gigante nel 1994; supergigante nel 1999)